# Johan Julius Åstrand
Johan Julius Åstrand (Zweden, Göteborg, 22 september 1819 – Noorwegen, Bergen, 19 februari 1900) was een Zweeds/Noors wiskundige en astronoom.

## Achtergrond
Hij werd geboren als zoon van een leraar en eerste rector van de Navigatieschool te Göteborg Peter Åstrand (1784-1847) en Beata Andersson. Johan Julius Åstrand was eerst getrouwd met pianolerares en componiste Marie Christensen en hertrouwde na haar overlijden met Olivia Hopsdal, die even later zou overlijden. Uit het eerste huwelijk kwamen twee kinderen voort, één (Axel Alrif Christopher, 1863) die op vierjarige leeftijd overleed en één genaamd Alpha.

## Werk
Hij kreeg de opleiding van zijn vader, maar om de praktijk onder de knie te krijgen ondernam hij zeereizen naar bijvoorbeeld Rio de Janeiro en Londen. Na de dood van zijn vader begon hij zelf onderwijs te geven aan genoemde navigatieschool. Hij was toen ook secretaris van "Sjømanna-Sällskapet". Alvorens naar Bergen af te reizen werkte hij nog enige tijd in Kopenhagen.
In 1855 werd Åstrand aangenomen als directeur van het toen net opgerichte Observatorium van Bergen. Hij was echter al eerder in Bergen aanwezig als leraar. Toen het nieuwe observatorium in 1869 werd geopend, vlak naast het oude, had hij opnieuw een leidende rol daarin. Het vanaf dan ook astronomische observatorium kreeg een refractor met een 108 mm diafragma. De eigenlijke taken van het observatorium was het kalibreren van chronometers en navigatie-instrumentarium voor de scheepvaart. Het verzorgde ook graadmetingen aan de westkust van Noorwegen (1862-1866). Tijdens zijn werkzaamheden in Bergen bezocht hij ook lezingen elders. Hij was in 1875 te vinden tijdens een congres in Leiden. Ook was hij te vinden in Cherbourg en de Royal Astronomical Society te Londen.
Van zijn hand verscheen onder meer in (waarschijnlijk) 1849  Hülfstafeln zur leichten und genauen Auflösung des Keplerschen Problems, dat nog regelmatig (2012) herdrukt wordt. Het observatorium in Bergen werd trouwens in 1903 gesloopt.
- Bibsys: 12728
- Gemeinsame Normdatei: 117667072
- International Standard Name Identifier: 0000 0000 8060 527X
- Nationale Bibliotheek van Tsjechië: xx0253357
- Nederlandse Thesaurus van Auteursnamen: 130096946
- Système universitaire de documentation: 082837872
- Virtual International Authority File: 74636101
- WorldCat: E39PBJjxvxHKvmMV3yRJbVF7pP